# آرتور لیندگرن
آرتور لیندگرن (به انگلیسی: Arthur Lindegren) (زادهٔ ۱۳ اکتبر ۱۹۱۱) شناگر اهل ایالات متحده آمریکا است.